# R-Truth
Ronnie Aaron Killings (Atlanta, 19 de janeiro de 1972) é um lutador profissional e rapper americano. Ele trabalha atualmente para a WWE, onde se apresenta sob seu nome verdadeiro, estilizado como Ron Killings e R-Truth.
Killings trabalhou para a World Wrestling Federation (WWF, agora WWE) como K-Kwik de 1998 a 2002, formando uma equipe com "Road Dogg" Jesse James e vencendo o Campeonato Hardcore da WWF duas vezes. Após sua libertação em 2002, ele se juntou à nova promoção de Jeff Jarrett, Total Nonstop Action Wrestling (TNA). Como Ron "The Truth" Killings, ele encabeçou vários eventos pay-per-view (PPV) e venceu o Campeonato Mundial dos Pesos Pesados da NWA duas vezes (sendo o primeiro titular afro-americano) e o primeiro campeão mundial afro-americano na história da TNA. Ele também formou o 3 Live Kru com BG James (anteriormente Road Dogg) e Konnan e o trio conquistou o Campeonato Mundial de Duplas da NWA duas vezes. Killings estabeleceu o Team Pacman com o jogador de futebol americano Adam Jones e venceu o Campeonato Mundial de Duplas da TNA antes de deixar a TNA no final de 2007.
Killings voltou à WWE em 2008 e foi rebatizado como R-Truth, ganhando o Campeonato dos Estados Unidos e o Campeonato de Duplas da WWE (com Kofi Kingston) nos anos seguintes. Ele encabeçou vários eventos pay-per-view da WWE durante o início de 2010, incluindo lutas pelo Campeonato da WWE e Campeonato Mundial dos Pesos Pesados. Posteriormente, ele foi usado em papéis cômicos e lutou principalmente na eliminatória até 2018, quando se juntou a Carmella para vencer a segunda edição do Mixed Match Challenge. Ele então conquistou o Campeonato dos Estados Unidos pela segunda vez em 2019. Mais tarde naquele ano, ele ganhou o recém-instituído Campeonato 24/7 da WWE e detém o recorde de mais reinados com 54. Na WrestleMania XL, em uma luta de escadas de seis participantes, ele conquistou o Campeonato de Duplas do Raw ao lado de The Miz. No Saturday Night's Main Event XXXIX, ocorreu uma luta muito aguardada entre Truth e John Cena, encerrando a história de “herói de infância” que se arrastava há uma década. Em 1 de junho de 2025, Truth foi liberado de seu contrato com a WWE. Uma semana depois, no evento premium ao vivo Money in the Bank de 2025, Truth retornou no evento principal para ajudar Cody Rhodes e Jey Uso.

## Início de vida
Ronnie Aaron Killings nasceu em 19 de janeiro de 1972, em Charlotte, Carolina do Norte. Para ganhar dinheiro extra aos 20 e poucos anos, Killings vendia cocaína nas ruas para obter uma renda extra. Desde muito jovem, Killings desenvolveu um amor pelo hip hop e breakdancing e frequentou a Escola Secundária da Universidade de Harding, onde competiu no futebol ao lado do futuro segunda base da MLB, Ray Durham. Killings também competiu no atletismo e era talentoso em ambos os esportes, recebendo várias bolsas de estudo para faculdade, mas recusou-as para seguir carreira na música. Killings se formou no ensino médio aos 18 anos, mas também continuou traficando drogas para ajudar financeiramente em sua carreira musical e foi preso quatro vezes diferentes, passando pequenos períodos na prisão antes de passar 13 meses encarcerado. Killings falou em uma entrevista com Lilian Garcia que após esse incidente, ele havia acabado com esse estilo de vida.

## Carreira na luta livre profissional

### Circuito independente (1997–2002)
Jackie Crockett da National Wrestling Alliance conheceu Killings em uma casa de recuperação após a libertação de Killings da prisão, e tentou convencer Killings a se tornar um lutador profissional, mas ele estava determinado a se concentrar em sua carreira musical. Killings passou dois anos trabalhando em sua carreira musical e então contatou Crockett mais uma vez e expressou interesse em se tornar um lutador. Crockett, agora o cinegrafista sênior do World Championship Wrestling, levou Killings a vários eventos da WCW e da Pro Wrestling Federation, apresentando-o a personalidades do wrestling.
Killings estreou na Pro Wrestling Federation (PWF) em 1997 como gerente, depois passou três anos viajando e treinando com Manny Fernandez. Em 1999, ele estreou na NWA Wildside como K-Krush, onde foi premiado com o recém-criado Campeonato de Televisão Wildside da NWA em 12 de dezembro. Em 2002, ele lutou pela Xtreme Pro Wrestling (XPW) como K. Malik Shabaz.

### World Wrestling Federation (1999–2002)
Por insistência de Rick Michaels, Killings enviou um vídeo promocional para a World Wrestling Federation (WWF). Ele assinou um contrato de desenvolvimento de dois anos em 1999 e sob o nome de ringue K-Kwik foi designado para o Memphis Championship Wrestling, um território de desenvolvimento do WWF. Em 12 de abril em Robinsonville, Mississippi, ele venceu uma batalha real para reivindicar o vago Campeonato dos Pesos Pesados do Sul. Ele perdeu o título para um mascarado Jerry Lawler em 24 de maio em Tunica, Mississippi, mas o recuperou de Joey Abs vários meses depois em Memphis, Tennessee em 19 de agosto. Seu segundo reinado terminou em 3 de novembro, quando perdeu para Steve Bradley em Manila, Arkansas.
K-Kwik foi então promovido ao plantel principal e colocado em uma dupla com Road Dogg. Ele estreou no episódio de 13 de novembro de 2000 do Raw is War, atacando William Regal durante uma partida contra Road Dogg. K-Kwik e Road Dogg começaram a fazer rap juntos, cantando uma música chamada "Gettin' Rowdy" enquanto se aproximavam do ringue. Após o retorno do ex-parceiro de Road Dogg, Billy Gunn, no final daquele mês, K-Kwik se envolveu em uma quase reunião da D-Generation X. No Survivor Series, K-Kwik se juntou aos ex-membros do DX Road Dogg, Billy Gunn e Chyna para enfrentar The Radicalz em uma partida do Survivor Series. K-Kwik foi eliminado e o Radicalz venceu a partida. No Armageddon, K-Kwik e Road Dogg participaram de uma luta four-way tag team pelo Campeonato de Duplas, que foi vencida por Edge e Christian. Depois que Road Dogg foi suspenso em dezembro e finalmente lançado em 26 de janeiro de 2001, K-Kwik se tornou um competidor individual e um esteio de sucesso em Jakked. Ele participou do Royal Rumble de 2001, mas foi eliminado por Big Show. K-Kwik então começou a competir na divisão hardcore. Ele derrotou Raven pelo Campeonato Hardcore em 3 de fevereiro, mas perdeu o título para Crash Holly naquela mesma noite sob as regras do título 24/7. Ele derrotou Raven pelo título pela segunda vez na noite seguinte, mas mais uma vez perdeu o título para Holly no espaço de várias horas. K-Kwik se tornou uma espécie de figura de fundo da angle "The Invasion" durante os meses de verão, frequentemente visto em camarins e assistindo televisão com outras estrelas durante as partidas interpromocionais. Ele foi dispensado do WWF no ano seguinte.

### Total Nonstop Action Wrestling

#### Campeão Mundial dos Pesos Pesados da NWA (2002–2003)

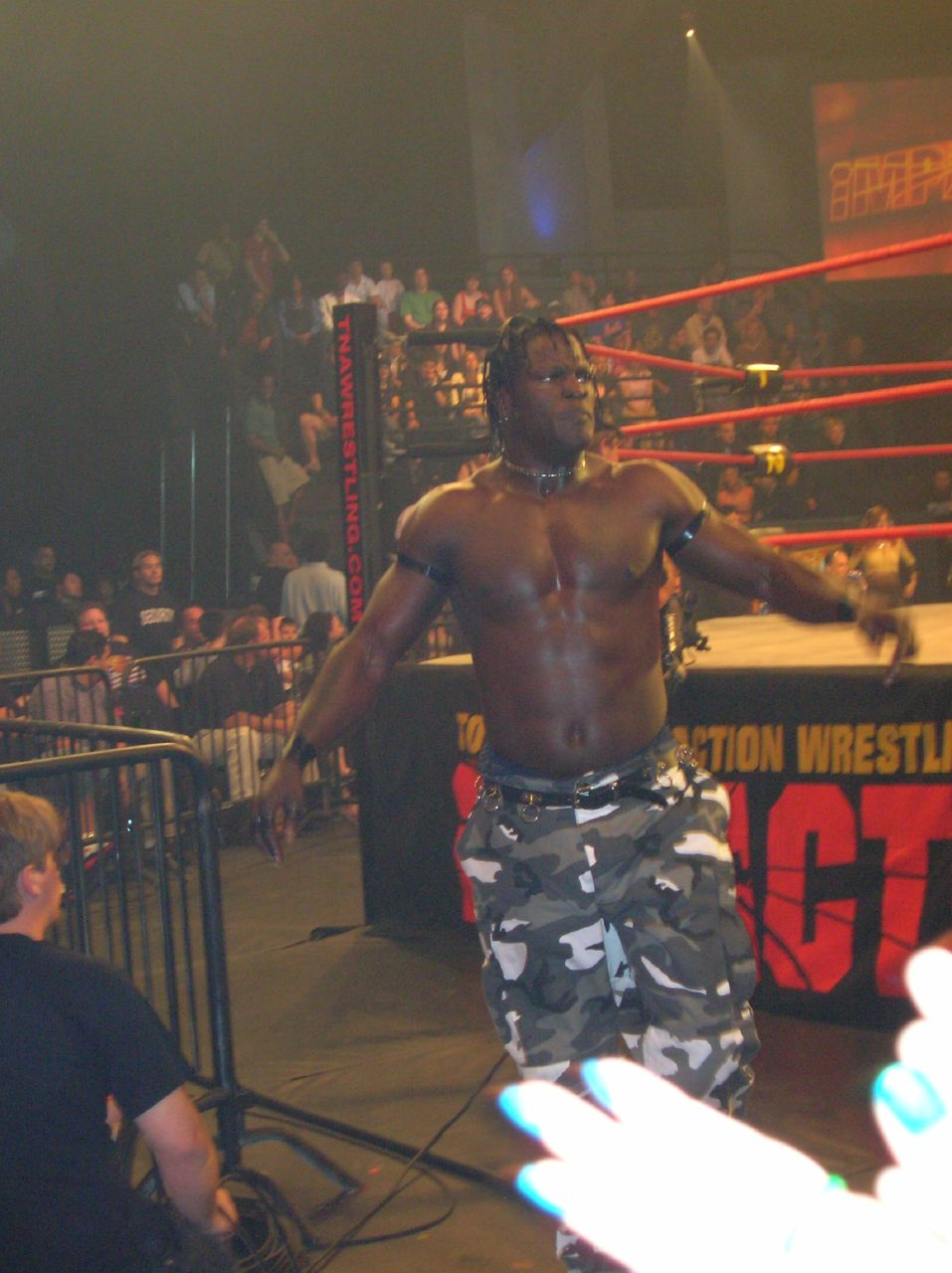
Killings em um evento da TNA.

Killings assinou com a promoção Total Nonstop Action Wrestling de Nashville, Tennessee, em junho de 2002, e apareceu no primeiro pay-per-view semanal da TNA em 19 de junho como K-Krush. Killings imediatamente se estabeleceu como heel ao assediar os pilotos da NASCAR Sterling Marlin e Hermie Sadler até ser atacado por Brian Lawler. Mais tarde naquela mesma noite, ele participou da luta Gauntlet for the Gold, mas foi eliminado por Malice. Na semana seguinte, Killings perdeu para Christopher depois que Marlin e Sadler interferiram em sua partida. Em 3 de julho, Killings e Jeff Jarrett derrotaram Christopher e Scott Hall depois que Christopher se voltou contra Hall durante a luta, alinhando-se com Killings e Jarrett. Em 10 de julho, Killings derrotou Hermie Sadler em uma partida de squash. A decisão, no entanto, foi anulada depois que Killings continuou a atacar Sadler após ele ter vencido a partida.
No pay-per-view da TNA de 17 de julho, Killings fez uma promo raivosa na qual insinuava que havia sido retido como resultado de sua corrida. Ele então afirmou que deveria ser referido como "A Verdade". Killings eventualmente começou a usar seu próprio nome, referindo-se a si mesmo como Ron "The Truth" Killings. Killings derrotou Ken Shamrock pelo Campeonato Mundial dos Pesos Pesados da NWA no NWA-TNA 8 em 7 de agosto, tornando-se assim o primeiro, e até agora único, reconhecido campeão afro-americano dos pesos-pesados da NWA na história, e o quarto afro-americano na história do wrestling profissional a ganhar um título mundial dos pesos-pesados. Ele defendeu com sucesso o título em partidas com Monty Brown, Jerry Lynn, Low Ki, Curt Hennig e Scott Hall antes de perder em 20 de novembro para Jeff Jarrett, que teve a ajuda de Vince Russo. Como resultado do envolvimento de Russo, Killings virou face. Nos meses subsequentes, Killings rivalizou com a Sports Entertainment Xtreme antes de se tornar um vilão mais uma vez, atacando Jarrett em 19 de março. Mais tarde, ele apresentou Nelson Knight como seu guarda-costas.

#### 3 Live Kru (2003–2005)
Entre maio e junho, Killings começou a fazer parceria com Konnan e o ex-aliado da WWE B.G. James. Em julho, o trio formou uma facção conhecida como 3 Live Kru. Os Kru lutaram pela primeira vez como uma unidade em 13 de agosto de 2003, derrotando os The Disciples of the New Church (Sinn, Vampire Warrior e Devon Storm). O Kru logo foi atrás do Campeonato Mundial de Duplas da NWA. Em 26 de novembro, o Kru derrotou Simon Diamond, Johnny Swinger e Glenn Gilberti em uma luta de duplas de seis homens com o vago Campeonato Mundial de Duplas da NWA em jogo. O Campeonato Mundial de Duplas da NWA foi disputado por todos os três membros do Kru como parte da regra Freebird até 28 de janeiro de 2004, quando foram derrotados por Redshirt Security (Kevin Northcutt e Legend).

## Outras Midias

### Filmografia
| Ano  | Título original | Personagem               | Notas | Ref    |
| ---- | --------------- | ------------------------ | ----- | ------ |
| 2003 | Head of State   | Ron "The Truth" Killings |       | [ 11 ] |
| 2008 | The Wrestler    | Ron "The Truth" Killings |       | [ 12 ] |

### Discografia
- Invinceable (2003)[13]

## No wrestling

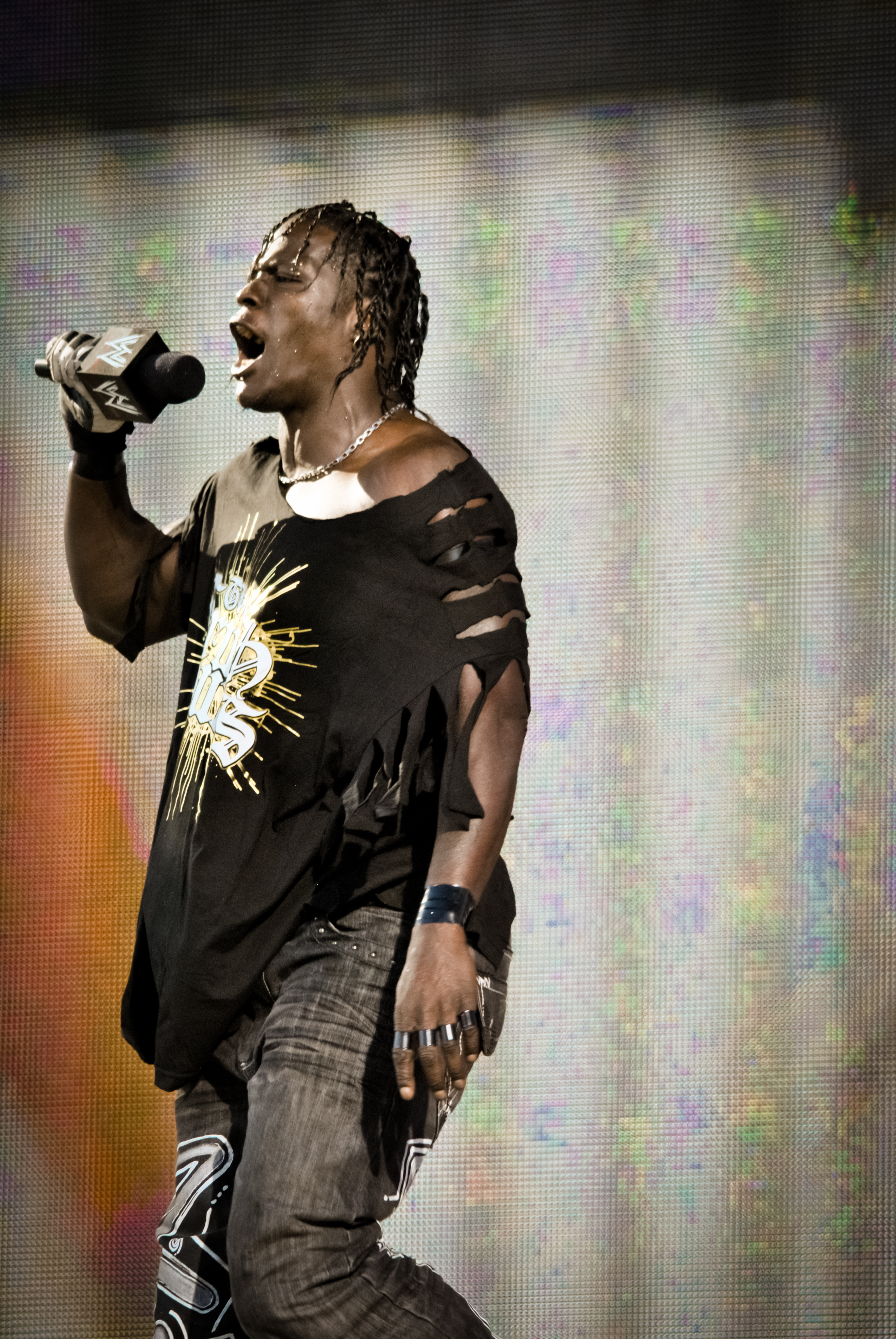
Killings em dezembro de 2010.

- Movimentos de finalização
  - Como R-Truth
    - Corkscrew axe kick[14][15] - 2009 - usado como signature 2010-presente
    - Lie Detector (Corkscrew flying forearm smash)[16][17] - (2010 - 2012)
    - What's Up? / Shut Up! (Jumping Complete Shot)[18][19][20] – (2011 – Presente)

  - Como Ron Killings
    - Consequences (Elevated cradle neckbreaker)[21][22] - (2002 - 2004)
    - Corkscrew axe kick[22]
    - Hang Time (450° splash)[22] – (2002 – 2004)
    - Reverse Tiger Driver[23] – (2004)
    - Truth Conviction (Falcow Arrow Crush) – (2002–2004; Usado como movimento secundário de 2005 – 2008)
    - Truth or Consequences (Shotgun Cutter)[22][24]
- Movimentos secundários
  - Dropkick,[25] às vezes da terceira corda[26]
  - Flying Jalapeño (Corkscrew flying forearm smash)[22] – TNA
  - Hurricanrana,[22][25] às vezes da terceira corda
  - Jumping corkscrew hook kick[22][25]
  - Complete Shot[22] – TNA
  - Scoop powerslam[22]
  - Sitout hip toss[27]
  - Falcow Arrow Crush[22]
  - Truth or Consequences (Shotgun Cutter)[22][24]
- Alcunhas
  - "The Truth"[16]
  - "The Suntan Superman"[28]
  - "The Conspiracy Theorist"[29]
- Managers
  - Eve Torres[30]
  - The Miz
- Temas de entrada
  - "Gettin' Rowdy" por Brian Gerard James e Ron Killings[31] (WWF)
  - "Rowdy" por Ron Killings[31][32] - (WWF)
  - "What's Up?" por Ron Killings[32] - (TNA)
  - "Toma" by Pitbull[32] - (AAA)
  - "He's Back" por Dale Oliver[32] - (TNA; Usado enquanto tag com Adam Jones)
  - "What's Up? (Remix)" por Ron Killings[32]  - (2008 – 2010; 2010 - 2011-presente)
  - "Right Time (To Get Crunk)" por Ron Killings[32][33] - (2010)
  - "The Awesome Truth / Little Jimmy" por Jim Johnston[34][35] (2011)

## Campeonatos e prêmios
- Cyberspace Wrestling Federation
  - CSWF Heavyweight Championship (1 vez)[36]
- Memphis Championship Wrestling
  - MCW Southern Heavyweight Championship(2 vezes)[37]
- NWA Wildside
  - NWA Wildside Television Championship (1 vez)[38]
- Pro Wrestling Illustrated
  - PWI o colocou como #18 dos 500 melhores lutadores singulares durante a PWI 500 de 2004[39]
- Total Nonstop Action Wrestling
  - NWA World Heavyweight Championship (2 vezes)[40]
  - NWA World Tag Team Championship (2 vezes)- com B.G. James(1) e Konnan(1)[41]
  - TNA World Tag Team Championship (1 vez) - com Adan Jones[42]
- World Wrestling Entertainment
  - WWE Tag Team Championship (1 vez) - com Kofi Kingston[43]
  - WWE United States Championship (2 vezes)[44]
  - WWF Hardcore Championship (2 vezes)[45]
  - WWE 24/7 Championship (53 vezes)
  - 2009 Bragging Rights Trophy - com equipe SmackDown (Chris Jericho, Kane, Matt Hardy, Finlay e The Hart Dynasty)
  - Slammy Awards 2008 - Melhor Performance Musical[46]
  - Mixed Match Challenge Season Two (com Carmella)
- Wrestling Observer Newsletter
  - Pior Luta do Ano (2006)TNA Reverse Battle Royal no TNA Impact![47]